# Fall Guys: Ultimate Knockout
Fall Guys: Ultimate Knockout – komputerowa gra platformowa stworzona przez studio Mediatonic. Została wydana przez Devolver Digital 4 sierpnia 2020 roku na platformach PlayStation 4 i Microsoft Windows, 21 czerwca 2022 na Xbox One, Xbox Series X/S, Nintendo Switch oraz 16 sierpnia 2024 na Android i iOS. Wraz z wydaniem wersji na konsole Microsoftu i Nintendo stała się grą free-to-play. Spotkała się z pozytywnym odbiorem recenzentów, uzyskując w wersji na Microsoft Windows średnią z 25 ocen wynoszącą 80% według agregatora Metacritic.
24 września 2020 wydano grę zatytułowaną Stumble Guys, czerpiącą inspirację z Fall Guys: Ultimate Knockout.